# 日本の通信制高等学校一覧
日本の通信制高等学校一覧は、「通信制課程」が設置されている高等学校の一覧である。
全日制・定時制課程の存在しない高等学校は「単置」で、全日制・定時制課程の存在する高等学校は「併置」で記載する。
なお、2019年（令和元年）度の全国の通信制課程の高等学校の総数は、253校（うち独立校が113校、併置校が140校）である。

## 北海道地方

### 北海道

#### 単置
- 池上学院高等学校
- クラーク記念国際高等学校
- 北海道芸術高等学校
- 札幌自由が丘学園三和高等学校
- 星槎国際高等学校

#### 併置
- 札幌静修高等学校
- 北海道有朋高等学校
- 酪農学園大学附属とわの森三愛高等学校
- 小樽双葉高等学校

## 東北地方

### 青森県

#### 単置
- 該当校なし

#### 併置
- 青森山田高等学校
- 五所川原第一高等学校
- 東奥学園高等学校
- 青森県立北斗高等学校
- 青森県立尾上総合高等学校
- 青森県立八戸中央高等学校

### 岩手県

#### 単置
- 該当校なし

#### 併置
- 一関学院高等学校
- 岩手県立杜陵高等学校
- 岩手県立杜陵高等学校奥州校
- 岩手県立宮古高等学校
- 盛岡中央高等学校

### 秋田県

#### 単置
- 該当校なし

#### 併置
- 秋田修英高等学校
- 秋田県立秋田明徳館高等学校

### 宮城県

#### 単置
- 宮城県美田園高等学校
- 飛鳥未来きずな高等学校

#### 併置
- 仙台育英学園高等学校
- 仙台白百合学園高等学校

### 山形県

#### 単置
- 和順館高等学校

#### 併置
- 山形県立霞城学園高等学校
- 山形県立鶴岡南高等学校
- 惺山高等学校

### 福島県

#### 単置
- 大智学園高等学校

#### 併置
- 福島県立郡山萌世高等学校
- 尚志高等学校
- 東日本国際大学附属昌平高等学校
- 聖光学院高等学校

## 関東地方

### 茨城県

#### 単置
- 第一学院高等学校高萩本校
- EIKOデジタル・クリエイティブ高等学校
- 晃陽学園高等学校
- 翔洋学園高等学校
- つくば開成高等学校
- 水戸平成学園高等学校
- ルネサンス高等学校
- S高等学校
- 飛鳥未来きぼう高等学校

#### 併置
- 茨城県立水戸南高等学校
- 鹿島学園高等学校
- 土浦日本大学高等学校
- 明秀学園日立高等学校

### 栃木県

#### 単置
- 日々輝学園高等学校

#### 併置
- 栃木県立宇都宮高等学校
- 栃木県立学悠館高等学校

### 群馬県

#### 単置
- R高等学校

#### 併置
- 群馬県立太田フレックス高等学校
- 群馬県立高崎高等学校
- 群馬県立前橋清陵高等学校

### 埼玉県

#### 単置
- 大川学園高等学校
- 霞ヶ関高等学校
- 志学会高等学校
- 清和学園高等学校
- 創学舎高等学校
- 松栄学園高等学校
- 武蔵野星城高等学校
- わせがく夢育高等学校

#### 併置
- 埼玉県立大宮中央高等学校
- 国際学院高等学校

### 千葉県

#### 単置
- 千葉県立千葉大宮高等学校
- あずさ第一高等学校
- 中央国際高等学校
- 中山学園高等学校
- 明聖高等学校
- わせがく高等学校
- 千葉科学大学附属高等学校

#### 併置
- 敬愛大学八日市場高等学校
- 鴨川令徳高等学校
- 麗澤高等学校

### 東京都

#### 単置
- 大原学園美空高等学校
- 東海大学付属望星高等学校
- NHK学園高等学校
- 立志舎高等学校

#### 併置
- 東京都立新宿山吹高等学校
- 東京都立砂川高等学校
- 東京都立一橋高等学校
- 北豊島高等学校
- 聖パウロ学園高等学校
- 目黒日本大学高等学校
- 創学舎高等学校
- 科学技術学園高等学校

### 神奈川県

#### 単置
- 神奈川県立横浜修悠館高等学校
- 厚木中央高等学校
- 鹿島山北高等学校
- 秀英高等学校
- 清心女子高等学校

#### 併置
- 神奈川県立厚木清南高等学校

## 中部地方

### 新潟県

#### 単置
- 長岡英智高等学校
- 開志学園高等学校
- 創進高等学校

#### 併置
- 新潟県立高田南城高等学校
- 新潟県立新潟翠江高等学校

### 富山県

#### 単置
- 該当校なし

#### 併置
- 富山県立雄峰高等学校

### 石川県

#### 単置
- アットマーク国際高等学校

#### 併置
- 石川県立金沢泉丘高等学校

### 福井県

#### 単置
- AOIKE高等学校

#### 併置
- 福井県立道守高等学校
- 啓新高等学校

### 山梨県

#### 単置
- 該当校なし

#### 併置
- 駿台甲府高等学校
- 山梨県立中央高等学校
- 日本航空高等学校
- 自然学園高等学校
- 甲斐清和高等学校

### 長野県

#### 単置
- ステップ高等学校
- さくら国際高等学校
- 信濃むつみ高等学校
- 地球環境高等学校
- 天龍興譲高等学校
- コードアカデミー高等学校
- 緑誠蘭高等学校
- ID学園高等学校
- つくば開成学園高等学校

#### 併置
- 長野県長野西高等学校
- 長野県松本筑摩高等学校
- 松本国際高等学校
- 飯田女子高等学校

### 岐阜県

#### 単置
- ぎふ国際高等学校
- 城南高等学校
- 啓晴高等学校
- 清凌高等学校
- 西濃桃李高等学校

#### 併置
- 岐阜県立華陽フロンティア高等学校
- 岐阜県立飛騨高山高等学校
- 中京高等学校

### 静岡県

#### 単置
- キラリ高等学校

#### 併置
- 静岡県立静岡中央高等学校 （本校・東部キャンパス・西部キャンパス）

### 愛知県

#### 単置
- 愛知県立旭陵高等学校
- ルネサンス豊田高等学校

#### 併置
- 愛知産業大学工業高等学校
- 愛知産業大学三河高等学校
- 愛知県立刈谷東高等学校
- 菊華高等学校
- 中京大学附属中京高等学校

### 三重県

#### 単置
- 英心高等学校
- 大橋学園高等学校
- 神村学園高等部伊賀
- 徳風高等学校
- 代々木高等学校

#### 併置
- 三重県立北星高等学校
- 三重県立松阪高等学校

## 近畿地方

### 滋賀県

#### 単置
- ECC学園高等学校
- 司学館高等学校

#### 併置
- 綾羽高等学校
- 滋賀県立大津清陵高等学校

### 京都府

#### 単置
- 京都つくば開成高等学校
- 京都美山高等学校
- 京都芸術大学附属高等学校

#### 併置
- 京都共栄学園高等学校
- 京都成章高等学校
- 京都西山高等学校
- 京都府立朱雀高等学校
- 京都府立西舞鶴高等学校
- 京都廣学館高等学校

### 大阪府

#### 単置
- 神須学園高等学校
- 向陽台高等学校
- 秋桜高等学校
- 天王寺学館高等学校
- 長尾谷高等学校
- 八洲学園高等学校
- YMCA学院高等学校
- ルネサンス大阪高等学校
- 東朋学園高等学校
- 英風高等学校
- 大阪つくば開成高等学校
- 近畿大阪高等学校

#### 併置
- 大阪府立桃谷高等学校
- 賢明学院高等学校

### 兵庫県

#### 単置
- 兵庫県立青雲高等学校
- 相生学院高等学校
- AIE国際高等学校
- 第一学院高等学校養父本校

#### 併置
- 兵庫県立網干高等学校

### 奈良県

#### 単置
- 飛鳥未来高等学校
- 関西文化芸術高等学校
- 日本教育学院高等学校

#### 併置
- 奈良県立大和中央高等学校
- 奈良女子高等学校

### 和歌山県

#### 単置
- 和歌山県立きのくに青雲高等学校
- 慶風高等学校

#### 併置
- 高野山高等学校
- 和歌山信愛高等学校
- 和歌山県立伊都中央高等学校
- 和歌山県立南紀高等学校
- 和歌山南陵高等学校

## 中国地方

### 鳥取県

#### 単置
- 該当校なし

#### 併置
- 鳥取県立鳥取緑風高等学校
- 鳥取県立米子白鳳高等学校
- 湯梨浜学園高等学校

### 島根県

#### 単置
- 該当校なし

#### 併置
- 島根県立宍道高等学校
- 島根県立浜田高等学校
- 明誠高等学校 (島根県)

### 岡山県

#### 単置
- 鹿島朝日高等学校（旧：朝日塾国際高等学校）
- 滋慶学園高等学校 美作キャンパス(本校)
- ワオ高等学校

#### 併置
- 岡山県立岡山操山高等学校
- 岡山県美作高等学校
- 興譲館高等学校
- 岡山理科大学附属高等学校

### 広島県

#### 単置
- 広島県立東高等学校
- 東林館高等学校
- 並木学院高等学校
- 並木学院福山高等学校
- シンギュラリティ高等学校

#### 併置
- 広島市立広島みらい創生高等学校
- 広島工業大学高等学校
- 山陽女学園高等部

### 山口県

#### 単置
- 精華学園高等学校
- 松陰高等学校

#### 併置
- 誠英高等学校
- 聖光高等学校
- 成進高等学校
- 長門高等学校
- 山口県立山口松風館高等学校

## 四国地方

### 徳島県

#### 単置
- 該当校なし

#### 併置
- 徳島県立徳島中央高等学校

### 香川県

#### 単置
- RITA学園高等学校
- 村上学園高等学校
- 穴吹学園高等学校

#### 併置
- 香川県立高松高等学校
- 香川県立丸亀高等学校
- 高松中央高等学校
- 英明高等学校

### 愛媛県

#### 単置
- 日本ウェルネス高等学校
- 未来高等学校

#### 併置
- 今治精華高等学校
- 愛媛県立松山東高等学校

### 高知県

#### 単置
- 太平洋学園高等学校

#### 併置
- 高知県立大方高等学校
- 高知県立高知北高等学校

## 九州地方

### 福岡県

#### 単置
- アットマーク明蓬館高等学校
- つくば開成福岡高等学校

#### 併置
- 第一薬科大学付属高等学校
- 福岡県立博多青松高等学校
- 福智高等学校

### 佐賀県

#### 単置
- 該当校なし

#### 併置
- 佐賀県立佐賀北高等学校
- 敬徳高等学校

### 長崎県

#### 単置
- こころ未来高等学校

#### 併置
- 長崎県立佐世保中央高等学校
- 長崎県立鳴滝高等学校
- 長崎南山高等学校

### 熊本県

#### 単置
- くまもと清陵高等学校
- 勇志国際高等学校
- 一ツ葉高等学校
- やまと高等学校

#### 併置
- 熊本県立湧心館高等学校

### 大分県

#### 単置
- 府内高等学校

#### 併置
- 大分県立爽風館高等学校
- 藤蔭高等学校
- 明豊高等学校

### 宮崎県

#### 単置
- 該当校なし

#### 併置
- 宮崎県立宮崎東高等学校
- 宮崎県立延岡青朋高等学校
- 都城聖ドミニコ学園高等学校
- 小林西高等学校

### 鹿児島県

#### 単置
- 屋久島おおぞら高等学校

#### 併置
- 鹿児島県立開陽高等学校
- 神村学園高等部

### 沖縄県

#### 単置
- 八洲学園大学国際高等学校
- ヒューマンキャンパス高等学校
- N高等学校
- つくば開成国際高等学校

#### 併置
- 沖縄県立泊高等学校
- 沖縄県立宜野湾高等学校